# Dasyhelea grisea
Dasyhelea grisea är en tvåvingeart som först beskrevs av Daniel William Coquillett 1901.  Dasyhelea grisea ingår i släktet Dasyhelea och familjen svidknott. Inga underarter finns listade i Catalogue of Life.